# River Gilpin
Der Gilpin ist ein Fluss im Lake District in Cumbria, England.
Der Fluss entspringt nahe Gilpin Lodge östlich von Bowness-on-Windermere. Seinen Namen soll der Fluss von der Familie Gilpin, die ein großer Landbesitzer im Kentmere Tal war, haben.
Der Fluss fließt vorbei an Crosthwaite und  am Weiler Row im Lyth Tal mündet der River Pool in den Gilpin.
Der Gilpin mündet in den River Kent.